# Edmond de Cazalès
Pour les articles homonymes, voir Cazalès.
Louis Marie Edmond de Cazalès, né le 1er septembre 1804 à Grenade (Haute-Garonne) et mort le 21 janvier 1876 à Plougrescant (Côtes-du-Nord), est un homme politique français qui fut membre des Assemblées constituante et législative de 1848 et 1849.

## Biographie
Il est le fils de Jacques Antoine Marie de Cazalès.
Entré dans les ordres après avoir été nommé juge au tribunal de Provins, il se fit ordonner prêtre en 1843 et devint vicaire-général à Montauban, puis chanoine de Versailles.
Il collabora notamment à la rédaction du journal L'Avenir dont il fut membre du comité de rédaction dès décembre 1829.
L'abbé de Cazalès siège comme député de Tarn-et-Garonne au sein de l'Assemblée nationale constituante de 1848 à 1849 puis de l'Assemblée nationale législative de 1848 à 1851. Il s'y classe parmi les parlementaires conservateurs du Parti de l'Ordre.

## Œuvres
- Diverses publications dans l'Université catholique et dans les Annales de philosophie chrétienne.
- Étude historique et critique sur l'Allemagne contemporaine.
- Traduction de la Vie et révélation de Catherine Emmerich.